# Anau
Anau (em russo: Аннау; romaniz.: Annau; em turcomeno: Änew) foi a capital da Província de Ahal, no Turquemenistão. Deixou de ser a capital após a construção de Arkadag, uma cidade planejada para ser a nova capital. Segundo censo de 1989, havia 4 681 habitantes.